# Parafia Wniebowstąpienia Pańskiego w Starym Dzierzgoniu
Parafia Wniebowstąpienia Pańskiego w Starym Dzierzgoniu – parafia rzymskokatolicka w diecezji elbląskiej. Erygowana w XIII wieku, reerygowana w 1962 roku przez warmińskiego administratora apostolskiego Tomasza Wilczyńskiego. Do parafii należą miejscowości: Stary Dzierzgoń, Monasterzysko Wielkie, Przezmark, Bądze, Białe Błota, Bucznik, Folwark, Mortąg, Nowy Folwark, Piaski, Protajny, Wartule, Witoszewo, Zakręty. Tereny parafii znajdują się w gminie Stary Dzierzgoń w powiecie sztumskim w województwie pomorskim oraz w gminie Zalewo w powiecie iławskim w województwie warmińsko-mazurskim.
Kościół parafialny w Starym Dzierzgoniu został wybudowany w latach 1350–1360. W 1945 r. spłonął w pożarze. Po odbudowie został
przejęty przez Kościół Rzymskokatolicki w 1958 roku, poświęcony 8 grudnia 1958 roku.
Parafia liczy 2072 wiernych.
W miejscowościach Monasterzysko Wielkie i Przezmark znajdują się kościoły filialne.